# Guillaume-Antoine Delfaud
Guillaume-Antoine Delfaud, född 5 april 1733 i L'Étang-de-Lol, Daglan, (Dordogne), död 2 september 1792 i Paris, var en fransk jesuit och ledamot av Frankrikes generalständer. Han mördades tillsammans med 115 andra kyrkomän efter att ha spärrats in i det provisoriska fängelse som upprättats i Carmesklostret i Paris.